# Alejandro Osorio (calciatore)
Luis Alejandro Osorio González (Rancagua, 24 settembre 1976) è un ex calciatore cileno, di ruolo centrocampista.

## Palmarès

### Club

#### Competizioni nazionali
- Campionato cileno: 2

Universidad Católica: 1997, Clausura 2005